# Bill Bolender
Bill Bolender (Chicago, 14 de noviembre de 1940) es un actor estadounidense, reconocido principalmente por sus papeles de reparto en películas como RoboCop 2, JFK, Reality Bites, The Shawshank Redemption, Nixon, Looking Glass y Dante's Peak.
Bolender apareció además en producciones para televisión como The Adventures of Brisco County, Jr., Walker, Texas Ranger, Star Trek: Deep Space Nine, NYPD Blue, Alias, Deadwood y en el episodio de Desperate Housewives "No One Is Alone". Tuvo además un papel recurrente como el capitán Ross en el seriado JAG.

## Filmografía

### Cine
| Año  | Título                                  | Papel            |
| ---- | --------------------------------------- | ---------------- |
| 1988 | D.O.A.                                  | Nick Lang        |
| 1988 | Paramedics                              | Dying Man        |
| 1988 | It Takes Two                            | Judd Rogers      |
| 1988 | Il nido del ragno                       | Hubbard          |
| 1989 | Ninth Life                              | Ray              |
| 1990 | Black Snow                              | Grimes           |
| 1990 | RoboCop 2                               | Cabbie           |
| 1991 | JFK                                     | Powell           |
| 1992 | Bonnie & Clyde: The True Story          | Jones            |
| 1994 | Reality Bites                           | Conductor        |
| 1994 | Plughead Rewired: Circuitry Man II      | Soldado Richards |
| 1994 | The Shawshank Redemption                | Elmo Blatch      |
| 1995 | Things to Do in Denver When You're Dead | Padre de Stevie  |
| 1995 | Midnight Man                            | Randy            |
| 1995 | Wild Bill                               | Barman           |
| 1995 | Nixon                                   | Doctor           |
| 1996 | Infinity                                | Isadore Rabi     |
| 1997 | Dante's Peak                            | Alguacil Turner  |
| 1998 | The Commissioner                        | Arthur Groom     |
| 1998 | Overdrive                               | Jim Bryant       |
| 1999 | The Settlement                          | Shamansky        |
| 2003 | Rose's                                  | Sr. Martínez     |
| 2018 | Looking Glass                           | Ben              |

### Televisión
| Año       | Título                                        | Papel                   | Notas       |
| --------- | --------------------------------------------- | ----------------------- | ----------- |
| 1986      | Dallas: The Early Years                       |                         | Telefilme   |
| 1987      | Uncle Tom's Cabin                             |                         | Telefilme   |
| 1987      | The Man Who Broke 1,000 Chains                | Rayford                 | Telefilme   |
| 1988      | Pancho Barnes                                 | Rand                    | Telefilme   |
| 1989      | Dream Date                                    | Billie Ray              | Telefilme   |
| 1990      | Challenger                                    | Horace Lamberth         | Telefilme   |
| 1991      | In Broad Daylight                             | Frank Snow              | Telefilme   |
| 1991      | Final Verdict                                 | Jim Davin               | Telefilme   |
| 1992      | Ned Blessing: The True Story of My Life       | Twister Taylor          | Telefilme   |
| 1992      | Trial: The Price of Passion                   |                         | Telefilme   |
| 1993      | Jack Reed: Badge of Honor                     | Stan Howell             | Telefilme   |
| 1993      | Fatal Deception: Mrs. Lee Harvey Oswald       | George de Mohrenschildt | Telefilme   |
| 1994      | Star Trek: Deep Space Nine                    | Albino                  | 1 episodio  |
| 1995      | Suspect Device                                | Hank                    | Telefilme   |
| 1995-1998 | JAG                                           | Skipper Ross            | 5 episodios |
| 1996      | Smoke Jumpers                                 | Cranshaw                | Telefilme   |
| 1996      | Crime of the Century                          | Pastor                  | Telefilme   |
| 1997      | Quicksilver Highway                           | Scooter                 | Telefilme   |
| 1997      | A Thousand Men and a Baby                     | Maxwell Taylor          | Telefilme   |
| 1998      | Still Holding On: The Legend of Cadillac Jack | Lenny                   | Telefilme   |
| 1999      | Hefner: Unauthorized                          | Glenn Hefner            | Telefilme   |